# Азотна киселина
Азотна киселина је веома јака неорганска киселина молекулске формуле . То је безбојна, изузетно каустична и отровна супстанца. Лако испарава, а при концентрацијама већим од 86% често се назива пушљива азотна киселина. У концентрованом облику изузетно је јако оксидационо средство. Први ју је синтетисао алхемичар Јабир ибн Хајан око 9. века нове ере. Соли ове киселине називају се нитрати.
Чисто једињење је безбојно, док други узорци теже да поприме жуте нијансе услед декомпозиције у оксиде азота и воду. Највећи део продајно доступне азотне киселине има концентрацију од 68% w/wу води. Кад раствор садржи више од 86% 3, он се назива димућом азотном киселином. У зависности од количине присутног азот-диоксида, димућа азотна киселина се даље карактерише као бела димућа азотна киселина при концентрацијама изнад 95%, или црвена димућа азотна киселина при концентрацијама изнад 86%.
Азотна киселина је примарни реагенс који се користи за нитрацију – адицију нитро групе, типично у органске молекуле. Док су нека од резултирајућих нитро једињења сензитивна на удар и топлоту, те се користе као експлозиви, мали број њих је довољно стабилан да би се користио у муницији и за демолацију. Друга једињења су још стабилнија и користе се као пигменти у мастилима и бојама. Азотна киселина се такође често користи као јак оксидациони агенс.

## Хемијске особине
Азотна киселина у воденом раствору у потпуности дисосује до NO3- анјона и слободног протона који се везује са молекулима воде из раствора градећи хидронијум јон.
Јако је оксидационо средство. Може да изреагује чак и са површинским слојем племенитих метала, због чега се користи у спремању царске воде, која може да раствара злато и платину. На собној температури то је безбојна течност која лако испарава, поготову при већим концентрацијама, одавајући жута до црвених испарења.
Азотна киселина гради велики број соли - нитрата - који су веома велика и важна група једињења. Већина је поларна, те врло добро растворна у поларним растварачима, првенствено води и етанолу. Везе између азота и кисеоника (како у киселини тако и у нитратној групи) су све једнаке дужине, са  хибридизованим атомом азота, и углом између веза од 120°, што одговара планеарном облику нитратне (нитро) групе.

## Добијање
Азотна киселина се може добити мешањем азот (IV)-оксида са водом при чему се добија смеша азотне и азотасте киселине. Пречишћавање ове смеше се најчешће врши дестилацијом са сумпорном киселином, која је хигроскопна супстанца, при чему се повећава удео азотне киселине у раствору. Азотна киселина индустријске јачине варира између 50-68%. У лабораторији се може добити и дејством концентроване сумпорне киселине на калијум нитрат, и накнадном дестилацијом на температури кључања нитратне киселине (83 °C), при чему се издваја тзв. црвена пушљива азотна киселина (у гасној фази) коју је могуће превести у конвенционалну (белу) азотну киселину. Притом, у дестилационој посуди остаје кристализован калијум хидрогенсулфат
На индустријском нивоу, добија се Оствалдовим процесом, названим по Вилхелму Оствалду, оксидацијом амонијака.

## Употреба
У лабораторији, азотна киселина је веома важан реагенс, док је њена употреба у индустрији још значајнија. Користи се у процесима добијања експлозива (као нитроглицерин, тринитротолуен), вештачких ђубрива (амонијум нитрат), пречишћавања метала у металургији као и у неким органским синтезама.
Бела пушљива азотна киселина (која је практично анхидрирана киселина, теоретске или приближне јачине) користи се као оксидант у ракетама на течно гориво.
У контакту са кожом изазива тешке хемијске опекотине карактеристичне жуте боје, која је производ реакције киселине са једним од протеина у кожи - кератином.

## Реакције

### Киселинско-базна својства
Азотна киселина се нормално сматра јаком киселином на собној температури. Постоји извесно неслагање у погледу вредности константе дисоцијације ове киселине, мада се  вредност обично наводи као мања од −1. То значи да је азотна киселина у разблаженим растворима потпуно дисоцирана изузев у екстремно киселим растворима.  вредност се повећава до 1 при температури од 250 °.
Азотна киселина може да реагује као база у односу на киселину као што је сумпорна киселина:
 HSO−
4; Константа равнотеже: K ≈ 22
Нитронијум јон, NO+
2, је активни реагенс у реакцијама ароматичне нитрације. Пошто азотна киселина има киселинска и базна својства, она може да подлегне реакцијама аутопротолизе, попут самојонизације воде:
2 

### Реакције са металима
Азотна киселина реагује са већином метала, али детаљи зависе од концентрације киселине и природе метала. Разблажена азотна киселина се понаша као типична киселина у својим реакцијама са већином метала. Магнезијум, манган, и цинк ослобађају H2:
 (магнезијум нитрат)
 (манган нитрат)
Азотна киселина може да оксидује неактивне метала као што су бакар и сребро. Са тим неактивним или мање елекропозитивним металима продукти зависе од температуре и концентрације киселине. На пример, бакар реагује са разблаженом азотном киселином на собној температури са 3:8 стехиометријом:
 + 6 NO−
3
Произведени азотни оксид може да реагује са атмосферским кисеоником и да формира азот-диоксид. Са концентрованијом азотном киселином, азот-диоксид се директно формира у реакцији са 1:4 стехиометријом:
Након реакције са азотном киселином, већина метала формира кореспондирајуће нитрате. Поједини металоиди и метали дају оксиде; на пример, , , , и  се оксидују у , и TiO2 респективно.
Поједини племенити метали, као што је чисто злато и метали платинске групе не реагују са азотном киселином, мада чисто злато реагује са царском водом, мешавином концентроване азотне киселине и хлороводоничне киселине. Неки мање племенити метали (...) присутни у појединим легурама злата релативно сиромашним златом, као што је обојено злато, могу лако да буду оксидовани и растворени азотном киселином, што доводи до промене боје површине легуре злата. Азотна киселина се користи као јефтино средство у продавницама накита за брзо одређивање легура са ниским садржајем злата (< 14 карата) и за брзу процену чистоће злата.
Као јак оксидујући агенс, азотна киселина бурно реагује са многим неметалним једињенима, и реакције могу да буду експлозивне. У зависности од концентрације киселине, температуре и редукујућег агенса, крајњи продукти су варијабилни. Реакције се одвијају са свим металима изузев племенитих метала и појединих легура. Као генерално правило, реакције оксидације се првенствено одвијају са концентрованом киселином, при чему се углавном формира азотни оксид (NO2). Јака оксидациона својства азотног оксида су у већини случајева термодинамичке природе, мада понекад њене оксидативне реакције нису кинетички повољне. У присуству малих количина азотасте киселине (2) долази до знатног повећања брзине реакције.
Хром (Cr), гвожђе (Fe), и алуминијум (Al) се брзо растварају у разблаженој азотној киселини, док концентрована киселина формира слој металног оксида који штити главнину метала од даље оксидације. Формирање тог заштитног слоја се назива пасивизацијом. Типични пасивизациони концентрациони опсези су од 20% до 50% по запремини (погледајте ASTM A967-05). Метали који бивају пасивизирани концентрованом азотном киселином су гвожђе, кобалт, хром, никал, и алуминијум.

### Реакције са неметалима
Као моћна оксидујућа киселина, азотна киселина бурно реагује са многим органским материјалима и те реакције могу да буду експлозивне. Хидроксилна група типично уклања водоник са органског молекула формирајући воду, а преостала нитро група заузима водониково место. Нитрација органских једињења са азотном киселином је примарни метод синтезе многих експлозива, као што су нитроглицерин и тринитротолуен (ТНТ). Могуће је стварање мноштва мање стабилних нузпроизвода, из ког разлога ове реакције морају да буду пажљиво термички контролисане, и нуспроизводи уклоњени да би се изоловао жељени продукат.
Реакција са неметалним елементима, изузев азота, кисеоника, племенитих гасова, силицијума, и халогена осим јода, обично доводи до оксидације све до њихових највиших оксидационих стања као киселине, са формирањем азот оксида при примени концентроване киселине и азот моноксида при примени разблажене киселине.
графит + 4 
или
-{3 C-графит + 4 
Концентрована азотна киселина оксидује 2, 4, и 8 у 3, , и . Она реагује са графитом и аморфним угљеником, а не реагује са дијамантом; она може да одвоји дијамант од графита који оксидује.

### Ксантопреински тест
Азотна киселина реагује са протеинима да формира жуте нитрисане продукте. Ова реакција је позната као ксантопротеинска реакција. Овај тест се изводи додавањем концентроване азотне киселине у тестирану супстанцу, и затим се смеша загрева. Ако су присутни протеини који садрже аминокиселине са ароматичним прстеновима, смеша постаје жута. Након додавања базе као што је амонијак, боја постаје наранџаста. Ове промене боја су узроковане нитрацијом ароматичних прстенова у протеину. Ксантопротеинска киселина се формира кад киселина дође у контакт са епителним ћелијама. Респективне локалне промене боје коже су индикација неадекватних мера безбедности при руковању азотном киселином.